# Cinara gentneri
Cinara gentneri är en insektsart som beskrevs av Hottes 1957. Cinara gentneri ingår i släktet Cinara och familjen långrörsbladlöss. Inga underarter finns listade i Catalogue of Life.